# Javier García (rokometaš)
Javier García Cuesta, španski rokometaš, * 20. april 1947, Mieres.
Leta 1972 je na poletnih olimpijskih igrah v Münchnu v sestavi španske rokometne reprezentance osvojil 15. mesto.